# アンドレイ・ボロヴィフ
アンドレイ・イェゴーロヴィチ・ボロヴィフ(ロシア語: Андрей Егорович Боровых, ラテン文字転写: Andrei Egorovich Borovykh, 1921年10月30日 - 1989年11月7日)は、ソビエト連邦の軍人。ソ連邦英雄(2回)。最終階級は空軍上級大将。第二次世界大戦では総撃墜数32機を記録したエース・パイロットである。

## 経歴
1921年10月30日、ボロヴィフはロシア・ソビエト連邦社会主義共和国のクルスクに生まれる。1936年に高校を卒業し、1940年に赤軍に入隊した。
ボロヴィフは第16航空軍第6戦闘航空軍団第157戦闘航空連隊に所属しており、1941年12月より大祖国戦争の前線に赴いている。彼はYak-7Bを駆り、敵機の迎撃や爆撃機の援護、偵察などでオリョールやクルスク、ホメリ、リヴィウ、ワルシャワ、ベルリンといった諸都市を飛び回った。
彼は大戦中に個人での撃墜32機、共同での撃墜14機を記録しており、ソ連邦英雄を2回、レーニン勲章を2回受章している。

## 叙勲
ソヴィエト連邦
|  | ソ連邦英雄2回 (1943年8月24日、1945年2月23日)    |
|  | レーニン勲章2回                                 |
|  | 赤旗勲章5回                                     |
|  | アレクサンドル・ネフスキー勲章                  |
|  | 1等祖国戦争勲章                                 |
|  | 赤星勲章3回                                     |
|  | 3等ソ連軍勤務時祖国奉仕勲章                     |
|  | 1941年-1945年大祖国戦争における対ドイツ戦勝記章 |
|  | 1941年–1945年大祖国戦争勝利20年記念記章         |
|  | 1941年–1945年大祖国戦争勝利30年記念記章         |
|  | 1941年–1945年大祖国戦争勝利40年記念記章         |
|  | 戦功記章                                        |
|  | モスクワ防衛記章                                |
|  | ベルリン攻略記章                                |
|  | ワルシャワ解放記章                              |
|  | ソ連軍退役軍人記章                              |
|  | 軍事協力強化記章                                |
|  | 処女地開拓記章2回                               |
|  | ソビエト陸海軍30年記念記章                      |
|  | ソ連軍40年記念記章                              |
|  | ソ連軍50年記念記章                              |
|  | ソ連軍60年記念記章                              |
|  | ソ連軍70年記念記章                              |
|  | 1等完全軍務記章                                 |
|  | 2等完全軍務記章                                 |
|  | ソ連名誉軍事操縦士                              |
|  | 優秀能力軍事操縦士1級                           |

外国
|  | 4等ポーランド復興勲章 (ポーランド)       |
|  | 戦功記章 (モンゴル) (モンゴル人民共和国) |
|  | モンゴル人民軍50年記念記章               |